# Charles Gauguier
Pour les articles homonymes, voir Gauguier.
Charles Séraphin Joseph Gauguier est un militaire, puis maître de forges et homme politique français né à Lille le 22 avril 1793 et mort à la Celette à Monestier-Merlines (Corrèze) le 6 février 1868.

## Biographie
Entré à l'École spéciale militaire de Saint-Cyr, Charles Gauguier dut la quitter à la suite d'un duel. Nommé sous-lieutenant de dragons par Napoléon Ier, il fit la campagne de Russie, puis celle de 1813 où il gagna la croix de la Légion d'honneur.
La Restauration mit un terme à sa carrière militaire. Devenu maître de forges à Neufchâteau, il fut élu, le 5 juillet 1831, député par le 5e collège électoral des Vosges (Neufchâteau) (74 voix sur 98 votants et 265 inscrits). Il fut réélu les 21 juin 1834 (112 voix sur 124 votants et 170 inscrits), 4 septembre 1837 (97 voix sur 126 votants et 166 inscrits) et 2 mars 1839 (109 voix sur 128 votants et 171 inscrits).
Il siégea à la gauche de la Chambre des députés et vota pour la proposition Rémusat contre les députés-fonctionnaires, sujet qui l'occupa plus particulièrement. Il s'était fait une spécialité de reproduire chaque année une proposition de réforme parlementaire tendant à réduire le nombre des députés-fonctionnaires en supprimant le traitement de la fonction publique pendant la durée des sessions. Il se signala notamment en 1838 lors du débat sur l'Adresse en attaquant vivement le gouvernement Molé, accusé par lui de manipuler les élections, notamment grâce aux députés-fonctionnaires et en leur faveur.
Sans doute nostalgique de l'Empire, il déclara lors du débat sur la demande de crédits pour le retour des cendres de Napoléon (26 mai 1840) : « Dieu avait paru étonné du génie surhumain de Napoléon. »
Il ne fut pas réélu aux élections générales de 1842 et renonça à la vie publique, demeurant seulement conseiller général du canton de Neufchâteau jusqu'en 1862.
À la fin de sa vie, il demeure au No 93 rue de Seine, Saint Germain à Paris, puis les quatre dernières années de sa vie à l'hôpital de la Celette à Monestier-Merlines en Corrèze où il décède le 6 février 1868.